# Ляпеви колиби
Ляпевите колиби (на гръцки: Ορεινό, Орино, катаревуса Ορεινόν, Оринон, до 1950 година Καλύβια Λιάπη, Каливия Ляпи) е бивше село в Гърция, част от дем Бук на област Източна Македония и Тракия.

## География
Селото се е намирало в Урвил на 2 km югоизточно от Ола (Платановриси).

## История
Селото е скотовъдно селище. За пръв път е регистрирано в 1940 година със 100 жители. В 1950 година е преименувано на Оринон, в превод планинско. Използвано е в летния сезон.
| Година    | 1913 | 1920 | 1928 | 1940 | 1951 | 1961 | 1971 | 1981 | 1991 | 2001 | 2011 | 2021 |
| --------- | ---- | ---- | ---- | ---- | ---- | ---- | ---- | ---- | ---- | ---- | ---- | ---- |
| Население |      |      |      | 100  |      |      |      |      |      |      |      |      |